# ورزشگاه آتلتی آتزوری دایتالیا
ورزشگاه آتلتی آتزوری دایتالیا (به ایتالیایی: Stadio Atleti Azzurri d'Italia) ورزشگاهی در شهر برگامو در کشور ایتالیا است.
بازی‌های خانگی باشگاه فوتبال آتالانتا در این ورزشگاه برگزار می‌شود.